# Heltay László
Heltay László (Budapest, 1930. január 5. – Budapest, 2019. december 17.) magyar származású brit karmester, kórusigazgató. Leginkább arról ismert, hogy közreműködött a Brighton Fesztiválkórus, a Fields St Martin Akadémia kórusa és az oxfordi Schola Cantorum létrehozásában.

## Életpályája

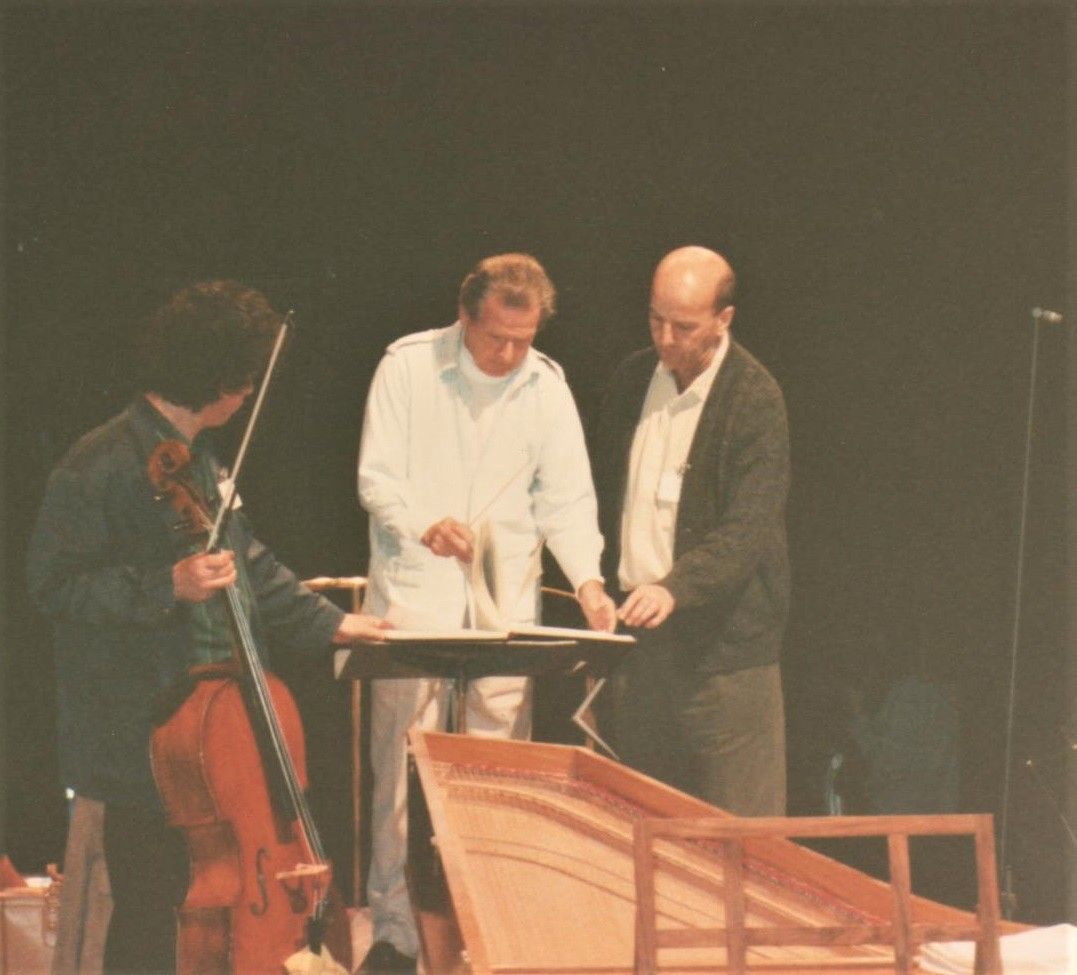
Heltay László és Neville Marriner Dublinban 1992-ben

Szülei: id. Heltay László és Somogy Gizella voltak. Zeneszerzést és karmesterséget tanult a Liszt Ferenc Zeneakadémia hallgatójaként, ahol Kodály Zoltán és Bárdos Lajos oktatták. 1952–1956 között a Magyar Rádió zenei szerkesztője volt. 1957-ben Angliába emigrált; brit állampolgár lett. 1960–1964 között az oxfordi Merton College-ban tanult tovább. 1964-től az Új-zélandi Opera, majd a Phoenixi Opera karmestere volt. 1964–1966 között az új-zélandi Szimfonikus Zenekar karnagya volt. 1968-ban megalapította a brightoni fesztiválkórust. 1975–1999 között a St. Martin in the Fields-i akadémia kórus zeneigazgatója volt. 1985–1994 között a Királyi Kórustársaság zeneigazgatója volt. 1997-től a Spanyol Rádió és Tv kórusának karnagya volt. 
Bemutatta Britten Albert Herring és A makrancos hölgy, Respighi Lucrezia című operáját. Mesterkurzusokat tartott Spanyolországban, Nagy-Britanniában és Magyarországon. A zene mellett fő érdeklődését a könyvek, a foci, a tenisz, a sakk és a kutyák jelentették. Heltay 2019 decemberében halt meg rákban, és a Farkasréti temetőben temették el, akárcsak Bárdos Lajost, Kodály Zoltánt és Solti Györgyöt.

## Magánélete
1964-ben házasságot kötött Hilary Nicholson-nal. 1966-ban elvált.

## Művei
- Kutyák és karmesterek. egy világjáró karmester megbízhatatlan emlékei; lejegyezte Elmer István; Napkút, Bp., 2018

## Díjai
- Kodály-érem (1982)

## Fordítás
- Ez a szócikk részben vagy egészben  a   László Heltay című angol Wikipédia-szócikk ezen változatának fordításán alapul.  Az eredeti cikk szerkesztőit annak laptörténete sorolja fel. Ez a jelzés csupán a megfogalmazás eredetét és a szerzői jogokat jelzi, nem szolgál a cikkben szereplő információk forrásmegjelöléseként.